# تلمبة شهيد بهشتي (مشيز بردسير)
تلمبة شهيد بهشتي (بالفارسية: تلمبه شهید بهشتی) هي مستوطنة تقع في إيران في كرمان. يقدر عدد سكانها بـ 98 نسمة بحسب إحصاء 2016.